# Vysoká (Prešov)
|  | No s'ha de confondre amb Vysoká (Banská Bystrica). |

Vysoká és un poble i municipi d'Eslovàquia. Es troba a la regió de Prešov, al nord del país.

## Història
La primera referència escrita de la vila data del 1278.

## Demografia
| Godina             | 1994 | 2004    | 2014    | 2024    |
| ------------------ | ---- | ------- | ------- | ------- |
| Nombre de persones | 177  | 150     | 134     | 115     |
| Diferència         |      | −15,25% | −10,66% | −14,17% |

| Godina             | 2023 | 2024   |
| ------------------ | ---- | ------ |
| Nombre de persones | 117  | 115    |
| Diferència         |      | −1,70% |